# Oedaspis latifasciata
Oedaspis latifasciata är en tvåvingeart som beskrevs av Erich Martin Hering 1937. Oedaspis latifasciata ingår i släktet Oedaspis och familjen borrflugor.
Artens utbredningsområde är Algeriet. Inga underarter finns listade i Catalogue of Life.